# Zurab Oczihawa
Zurab Tamazowycz Oczihawa, ukr. Зураб Тамазович Очігава, gruz. ზურაბ ოჩიგავა (ur. 18 maja 1995 w Kijowie) – ukraiński piłkarz pochodzenia gruzińskiego, grający na pozycji obrońcy.

## Kariera piłkarska

### Kariera klubowa
Wychowanek klubów Zirka Kijów, Szkoły Sportowej nr 15 w Kijowie oraz Lider Borszczahiwka, barwy których bronił w juniorskich mistrzostwach Ukrainy (DJuFL). 20 marca 2013 rozpoczął karierę piłkarską w drużynie juniorskiej Illicziwca Mariupol, a 20 września 2014 debiutował w podstawowym składzie. Latem 2015 został zaproszony do Dynama Kijów, ale najpierw występował za drugą drużynę klubu, dopiero 6 sierpnia 2016 wyszedł na boisko w podstawowym składzie. 31 sierpnia 2017 został wypożyczony do Olimpika Donieck, w którym grał do lata 2018. 14 stycznia 2019 został zaproszony do SK Dnipro-1. 2 czerwca 2019 opuścił klub z Dnipra. 9 sierpnia 2019 przeszedł do Worskły Połtawa. 14 stycznia 2020 został piłkarzem Tallinna FCI Levadia.

### Kariera reprezentacyjna
Występował w młodzieżowej reprezentacji Ukrainy.

## Sukcesy i odznaczenia

### Sukcesy klubowe
Dynamo Kijów
- wicemistrz Ukraińskiej Premier-Ligi: 2016/2017
- finalista Pucharu Ukrainy: 2016/2017
- zdobywca Superpucharu Ukrainy: 2016/2017

SK Dnipro-1
- mistrz Ukraińskiej Pierwszej Ligi: 2018/19